# イエスタ・ベルリングの伝説
『イエスタ・ベルリングの伝説』または『イェスタ・ベルリングの伝説』（いえすた・べるりんぐのでんせつ）（原題：Gösta Berlings saga、英語: The Saga of Gösta Berling）は、1924年に制作されたマウリッツ・スティッレル監督によるモノクロ無声のスウェーデンの映画である。
スウェーデン映画の第一次黄金時代の掉尾を飾った、第一部と第二部からなる合計３時間の大作である。
日本では当時、公開されず、1983年にフィルムセンターで上映された。

## ストーリー
ヴェルムランドのエケビの館にの領地に、12 人の「騎士」の一団が居候していた。「騎士」とはいっても、彼らは元兵士であり、元陸軍少佐の妻であるマルガリータ・ザムゼリウスの家でよく酒を飲んでは酔っぱらっていた。クリスマスイブには、元・ルーテル派の牧師であるイェスタ・ベルリングが夜のお祭り騒ぎを主催し、家政婦シントラムが演じる「悪魔」に扮して一団を楽しませていた。
ベルリングは酒浸り故に司教から教区を追放されそうになっていた。しかし、ベルリングは感動的な説教をし、教区民と司教は彼を許そうとしたが、やがてベルリングは彼らの偽善を非難した為に追放されてしまう。途方に暮れたベルリングは、エケビ近郊の領地ボールィの館に住むメルタ・ドーナ伯爵夫人の継娘、エッバ・ドーナの家庭教師となる。メルタは、エッバが平民であるベルリングと結婚して相続権を剥奪され、母親の実子であるヘンリック・ドーナ伯爵が領地の相続人になることを秘かに望んでいた。
その頃、ヘンドリックは新妻でイタリアの貴族の血を引くエリザベートとともにイタリア旅行から帰ってくる。夕食の席で、ベルリングの過去が暴露され、彼に恋するエッバはショックを受けるが、エリザベートには同情される。ベルリングはボールィの館を去り、凍り付いた状態でマルガリータに発見され、エケビの館に居候することになる。ベルリングはやがてマルガリータから、エッバは彼への愛ゆえに母親を呪い、家を出て亡くなったことを聞き嘆く。
ディナーパーティーで、ベルリングが若い隣人の女性マリアンネ・シンクレアと寸劇を演じている時に、舞台上で彼女にキスをする。観客はそれが演技の一部だと思っていたが、マリアンネの父親は激怒してパーティーを去る。マリアンネは雪の中を歩いて家まで帰るが、父親は家に入れようとしない。パーティーで、マルガリータ自身の過去が騎士によって暴露され、夫である少佐から家から追い出される。人生にうんざりした少佐は、騎士たちがエケビの領地を破滅させるだろうと予言し、彼らにエケビの支配権を与える。
ベルリングが追い出されたマルガリータを捜している時に、マリアンネが実家の玄関前の雪の中で倒れているのを見つける。ベルリングは彼女をエケビの館にに連れ戻すが、彼女は病気になっているため、彼女を密かにかくまおうとした。マルガリータは、許しを求めて母親がまだ住んでいるコテージに戻る。老女は先行きが短かったために和解するが、マルガリータはエケビの館から騎士団を追い出すことで過去を償わなければならないことに気づく。
ボールィの館では、イタリアでのエリザベートとの結婚は、両者が特定の書類に署名するまでは合法とはみなされないことをヘンドリックは知る。エケビの館では、ベルリングはマリアンネとの結婚を検討するが、天然痘で顔に傷があることを明かしたことで断られる。マルガリータは、罪悪感と怒りに駆られ、騎士団が住むエケビの館の棟に火をつけて追放しようとする。ところが火の勢いが強く、マリアンネが隠れて暮らしている中央の邸宅まで燃え始める。ベルリングがマリアンネを救出したときに、マリアンネの父親が到着する。
ボールィの館でエケビの館の火事を見たエリザベートは、湖を渡ってエケビの館まで歩いて向かい、氷の上をそりで走っていたベルリングに発見される。最初、ベルリングは激情に駆られ、駆け落ちしてエリザベートをヴェルムランドから連れ出し、さらに遠くへ逃げようと提案する。しかし、凍った湖で狼に追われて、そりを引き返す。
ボールィの館に戻ると、ヘンドリックはエリザベートに、結婚を合法化する新しい書類を差し出し署名を求めるが、エリザベートは彼にはもう心を許していないことを告白し、ヘンドリックの母親・メルタの策略は打ち砕かれることになる。エリザベートはシンクレア家に住み、そこでマリアンネと友達になる。母親のコテージにいるマルガリータを訪ねたエリザベートは、彼女に気づかれずに部屋に入ってきたベルリングに愛を告白する。マリアンネに感化されて、ベルリングはエケビの館の再建を監督する。マルガリータは新しく建てられた屋敷に戻り、ベルリングとエリザベートに家として提供する。この出来事は、今や改心した騎士団によって祝われる。

## キャスト
- イェスタ・ベルリング - 牧師を首になった家庭教師：ラルス・ハンソン
- メルタ・ドーナ伯爵夫人 - ボールィの館に住む貴族：エレン・セーダーストレーム
- エッバ・ドーナ - メルタの養女：モーナ・モルテンスン
- ヘンリック・ドーナ伯爵 - メルタの長男：トーシュテン・ハンマレン
- エリザベート - ヘンリック伯爵とイタリアで結婚した新婦：グレタ・ガルボ
- マルガリータ・サムセリウス（旧姓セルシング） - エケビの館に住む女主人：イェルダ・ルンドクヴィスト
- サムセリウス - マルガリータの夫：オットー・エールィ＝ルンドベールィ
- マリアンネ・シンクレア - 裕福な地主の娘：イェニ・ハッセルクヴィスト
- メルヒオール・シンクレア - 裕福な地主、マリアンネの父：シンクステン・マルメルフェルト
- グスタフバ・シンクレア - マリアンネの母：カリン・スワンストロム

## スタッフ
- 監督：マウリッツ・スティッレル
- 撮影：ユリウス・イェンゾン

## 製作・公開

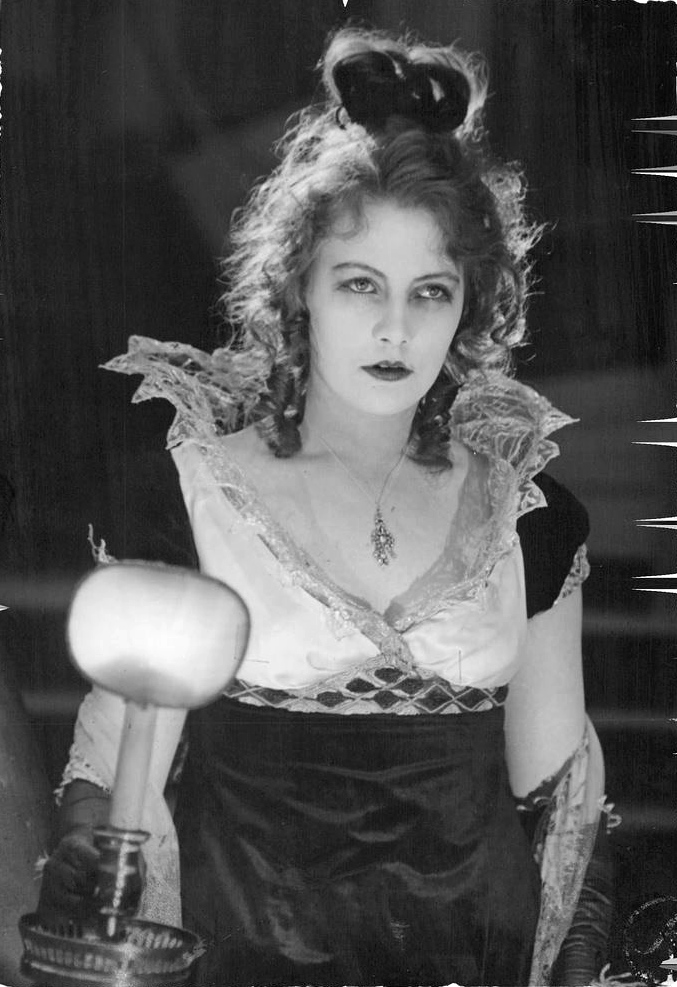
エリザベート役のグレタ・ガルボ

本作は、ノーベル文学賞を受賞した、スウェーデンの女優兼作家セルマ・ラーゲルレーフが1891年に発表した同名の小説を映画化したものである。1917年からスヴェンスク・フィルム・インドゥストゥリ社で、スティッレル監督の「吹雪の夜」、ヴィクトル・シェストレム監督の「霊魂の不滅」など一年に一作づつ続けられてきたラーゲルレーフ作品の映画化シリーズの最後の作品でもあり、グレタ・ガルボが本格的に映画界で注目されるようになった作品である。
19世紀初頭のスウェーデン南部のヴェルムランド地方が舞台で、この時代はナポレオン戦争が終わって間もない頃のことで、スウェーデンは国内に戦争に参加した大勢の退役軍人を国内に抱え込み、このエケビの館のように地方の大地主や富豪の居候のような形で養われ、彼らは無為の日々を送ることが多かった。本作はそんな世俗的な人たちの偽善者ぶりを痛烈に批判している。
主役のイェスタにふんしたラルス・ハンソンはスティッレル作品を中心に数多くの映画や舞台に出演している当時の人気俳優で、この作品の成功で国際的にも大きく注目されるようになった。
エケビの館の女主人を演じるイェルダ・ルンドクヴィストも、舞台での経験を積んだ演技派女優である。またエリザベートに扮したグレタ・ガルボは、当時18歳で長編映画の二本目の映画であった。ハンソンとガルボは後にアメリカへ進出し、『肉体と悪魔』（1926）で再共演を果たしている。